# Adolf Gasser (Politiker)
Adolf Gasser (* 23. Oktober 1877 in Bern; † 4. Juni 1948 in Winterthur; heimatberechtigt in Guggisberg) war ein Schweizer Lehrer und Politiker (SP).

## Leben
Der Sohn eines Magaziners absolvierte von 1892 bis 1896 das Seminar Muristalden und war anschliessend bis 1898 Primarlehrer in Oberwangen. Danach studierte er bis 1903 Physik und Mathematik an der Universität Bern und promovierte 1903 zum Dr. phil. nat. Von 1903 bis 1907 war er Gymnasiallehrer in Burgdorf, von 1907 bis 1940 Professor am Technikum Winterthur. Gasser war von 1909 bis 1911 und 1915 bis 1918 Präsident der Arbeiterunion und von 1909 bis 1940 der Pressunion. Zudem war er von 1920 bis 1929 Verwaltungsrat der Elektrizitätswerke des Kantons Zürich und von 1926 bis 1943 Bankrat der Zürcher Kantonalbank.
Von 1913 bis 1919 war Gasser Mitglied des Grossen Stadtrats in Winterthur, daneben von 1917 bis 1930 Mitglied des Zürcher Kantonsrats. Von 1920 bis 1935 war Gasser Erziehungsrat und bei den Schweizer Parlamentswahlen 1928 wurde er in den Nationalrat gewählt, dem er bis 1935 angehörte.
Gasser galt als eine der führenden Persönlichkeiten der Winterthurer Arbeiterbewegung. In den Parlamenten vertrat er Finanz-, Steuer- und Schulanliegen und setzte sich für den gemeinnützigen Wohnungsbau ein. Als Wissenschaftler beschäftigte er sich mit Themen der Astrophysik.

## Werke
- Über die Nullstellen der Besselschen Funktionen. In: Mitteilungen der Naturforschenden Gesellschaft in Bern. Nr. 1580, 1904, S. 92–135 (Dissertation; doi:10.5169/seals-319142).
- Ein neues kosmisches Weltbild. Der Kreislauf. Wasserstoffnebel – Planetensystem – Uranbombe – Wasserstoffnebel. Paul Haupt, Bern 1946.